# Kenna James
Kenna James (Evansville, 16 gennaio 1995) è un'attrice pornografica statunitense.

## Biografia e carriera pornografica
Nata a Evansville, nello stato dell'Indiana, ha debuttato nell'industria pornografica a 19 anni nel 2014. Da allora ha girato quasi esclusivamente scene con solo ragazze tanto da diventare una delle più famose interpreti del settore. Nel febbraio 2015 è stata scelta come Penthouse of the Month mentre nel 2016 come Pet of the Year. Nel 2019, insieme a Mick Blue e a Dana DeArmond ha girato per Tushy First Anal 10, la sua prima scena anale.
Nel 2022 ha ottenuto il suo primo AVN come miglior attrice protagonista mentre ha vinto l'XBIZ sia come miglior attrice non protagonista sia nel 2022 quello per Girl/Girl Performer of the Year.
Ha girato oltre 590 scene e ha lavorato con le più grandi case di produzione quali Girlfriend Films, Digital Playground, Vixen, Reality Kings, Brazzers ed altre.

## Riconoscimenti
- AVN Awards
  - 2021 – Best Quarantine Sex Scene per Teenage Lesbian, One Year Later con Kristen Scott, Whitney Wright, Alina Lopez, Aidra Fox e Kendra Spade[10]
  - 2022 – Best Leading Actress per Under the Veil[11]
- XBIZ Awards
  - 2020 – Best Supporting Actress per Teenage Lesbian[12]
  - 2020 – Best Sex Scene - All - Girl per Confessions of a Sinful Nun 2: The Rise of Sister Mona con Charlotte Stokely[13]
  - 2022 – Girl/Girl Performer of the Year[14]